# Bruno Winawer
Bruno Winawer (ur. 5 lipca/ 17 lipca 1883 w Warszawie, zm. 11 kwietnia 1944 w Opolu Lubelskim) – polski autor pochodzenia żydowskiego, komediopisarz, prozaik, poeta, felietonista, tłumacz, z wykształcenia fizyk. Autor popularnych komedii obyczajowych, często związanych z tematyką naukową, licznych felietonów popularnonaukowych i literackich oraz powieści fantastycznonaukowych.

## Życiorys
Uczęszczał do szkoły realnej Wojciech Górskiego, a od 1901 roku studiował na Wydziale Budowy Maszyn Instytutu Politechnicznego im. cara Mikołaja II w Warszawie. Podczas rewolucji 1905 związany z SDKPiL, autor polskiej Marsylianki robotniczej oraz tomiku Konstytucja z nahajką. Piosenki na dziś i jutro (wraz z Tadeuszem Radwańskim). Od 1906 roku studiował fizykę na Uniwersytecie Ruprechta i Karola w Heidelbergu. W 1909 roku obronił doktorat. Był asystentem laureata nagrody Nobla Pietera Zeemana na Uniwersytecie Amsterdamskim, a następnie po krótkim pobycie w kraju pracował aż do wybuchu I wojny światowej w Instytucie Fizyki w Akademii für Sozial- und Handelswissenschaften we Frankurcie nad Menem (obecnie Uniwersytet im. J.W. Goethego). W 1911 roku pracował jako nauczyciel matematyki i fizyki w Szkole Wawelberga i Rotwanda. Wykładał fizykę na Wydziale Przyrodniczym oraz algebrę i geometrię w ramach Kursów Wieczornych dla Techników, a także matematykę w ramach Wyższych Kursów Technicznych na Wydziale Technicznym Towarzystwa Kursów Naukowych w Warszawie. W latach 1917–1920 pracował naukowo na Politechnice Warszawskiej.
Po wybuchu II wojny światowej przebywał najpierw we Lwowie, 17 września 1940 wstąpił do Związku Radzieckich Pisarzy Ukrainy. Po zajęciu Lwowa przez hitlerowskie Niemcy w 1941 trafił do getta warszawskiego. W 1942 przedostał się na aryjską stronę, gdzie ukrywał się pod przybranym nazwiskiem. Aresztowany na skutek denuncjacji, został wywieziony do obozu zagłady w Treblince, skąd udało mu się jednak wydostać. Zmarł w szpitalu w Opolu Lubelskim.

## Twórczość
- Księga Hjoba: komedja nudna w 3 aktach (1921, komedia)
- Roztwór Pytla (1922, komedia)
- R. H. Inżynier (1922, komedia)
- Doktor Przybram (1924, powieść fantastycznonaukowa)
- Jeszcze o Einsteinie: teorja względności z lotu ptaka (1924)
- Lepsze czasy (1925, zbiór felietonów)
- Boczna antena. Ostatnie biuletyny z frontów wieczystych (1926, zbiór felietonów)
- Dług honorowy (1929, powieść fantastycznonaukowa)
- Literaturę trzeba przewietrzyć (1935, zbiór felietonów)
- Ziemia w malignie (1937, zbiór felietonów)
- Ślepa latarka (1922, powieść)
- Notatnik Szymona van Geldern (1907)
- Niziny
- Losy Europy
- Rokowania pokojowe
- Rycerz z łabędziem
- Tematy i warjacje (1921)
- Trzysta miljonów koni (1930)
- Turnieje maszyn (1930)
- Znajomek z Fiesole (1925, komedia)
- Bohater mechaniczny

## Upamiętnienie
- W latach 80. istniał Konkurs im. Bruno Winawera[7].